# Gymnarthridae
Gymnarthridae is een familie van uitgestorven tuditanomorfe Microsauria. Gymnarthridae zijn bekend uit Europa en Noord-Amerika en leefden van het Laat-Carboon tot het Vroeg-Perm. Er zijn overblijfselen gevonden in Tsjechië, Nova Scotia, Illinois, Texas en Oklahoma.
Gymnarthridae zijn relatief langwerpig met korte ledematen. De schedels van Gymnarthridae zijn ook klein, met een enkele rij grote conische tanden aan de rand van de kaak (een kenmerk dat ze onderscheidt van andere Microsauria). In sommige geslachten zoals Bolterpeton en Cardiocephalus, zijn de tanden labiolinguaal samengedrukt.
Gymnarthridae werd voor het eerst benoemd in 1910 door E.C. Case om de nieuw beschreven Gymnarthrus op te nemen. Het werd geplaatst in de nieuwe onderorde Gymnarthria. Case beschouwde Gymnarthridae aanvankelijk als reptielen, maar herkende ze later als amfibieën, waardoor Cardiocephalus in de familie werd geplaatst. Pariotichus werd door Alfred Romer binnen Gymnarthridae geplaatst nadat deze eerder door Edward Drinker Cope was toegewezen aan de basale familie Captorhinidae.